# Riccardo Gagliolo
 (juillet 2020).
Si vous disposez d'ouvrages ou d'articles de référence ou si vous connaissez des sites web de qualité traitant du thème abordé ici, merci de compléter l'article en donnant les références utiles à sa vérifiabilité et en les liant à la section « Notes et références ».
Riccardo Gagliolo, est un footballeur professionnel suédois-italien né le 28 avril 1990 à Imperia.

## Biographie
Son poste de prédilection est défenseur latéral gauche. Riccardo a évolué durant sa carrière exclusivement en Italie, jouant dans les  clubs de l'Unione Sanremo, de l'AS Andora, de l'A.S.D. Imperia, du Carpi FC. Prêté à Parme Calcio pour la saison 2017-2018, il signe en faveur de ce club à l'issue de celle-ci. Au terme de la saison 2019-2020, il compte plus que quatre-vingt apparitions en Serie A.
Il a joué un match avec l'équipe de Suède de football face aux Îles Féroé.